# Уро, Самсонден
Самсонде́н Уро́ (фр. Samsondin Ouro; род. 2 марта 2000, Ройтлинген) — тоголезский футболист, полузащитник венгерского клуба «Дьёр» и национальной сборной Того. Чемпион Словении.

## Карьера
Является воспитанником немецкого клуба «Ройтлинген». В 2019 году перешёл в загребское «Динамо», где играл за дубль, но так и не вышел на поле в основном составе.
В конце декабря 2020 года перешёл в «Муру», за которую дебютировал 20 февраля 2021 года в матче с НД «Горица». Осенью 2021 клуб вышел в групповой этап Лиги конференций. Самсонден дебютировал в еврокубках против «Тоттенхема», выйдя на замену. «Мура» проиграла со счётом 1:5. В ответном матче игрок тоже выходил на замену, «Мура» выиграла 2:1.
В сентябре 2022 года перешёл на правах аренды в клуб «Радомлье». Дебютировал за клуб 5 сентября 2022 года в матче против «Браво». Дебютный гол за клуб забил 2 октября 2022 года в матче против «Целе».

## Международная карьера
В 2022 году был вызван в национальную сборную Того. Дебютировал за сборную в товарищеском матче 24 марта 2022 года против Сьерра-Леоне. Вскоре дебютировал и за молодежную сторную Того до 23 лет против сверстников из Малави.

## Достижения
«Мура»
- Победитель Первой Лиги — 2020/2021